# میتچلویل (تنسی)
میتچلویل(به انگلیسی: Mitchellville) شهری در ایالت تنسی کشور ایالات متحده آمریکا است که جمعیت آن در سرشماری سال ۲۰۱۰ میلادی، ۱۸۹ نفر بوده‌است.